# Dependencia sexual
Pour plus de détails, voir Fiche technique et Distribution.
Dependencia sexual est un film bolivien réalisé par Rodrigo Bellott, sorti en 2003.

## Synopsis
Des jeunes gens entre l'adolescence et l'âge adulte - une jeune fille pauvre, un jeune homme riche, un étudiant, un mannequin - découvrent leur sexualité.

## Distribution
- Alexandra Aponte : Jessica
- Roberto Urbina : Sebastian
- Jorge Antonio Saavedra : Choco
- Ronica V. Reddick : Adinah
- Matthew Guida : Tyler
- Matt Cavenaugh : Sean

## Récompenses
- Festival international du film de Locarno 2003 : prix FIPRESCI pour Rodrigo Bellott
- Festival international du film de Jeonju 2004 : Daring Digital Award - Special Mention